# Le 7 fatiche di Alì Babà
Le 7 fatiche di Alì Babà è un film del 1962, diretto da Emimmo Salvi.

## Trama
Nella città di Sesamo Alì Babà riceve l'incarico di portare ad Hassam una corona d'oro.
Questi e il suo popolo sono governati dal tiranno Mustafà: Hassam per salvare il suo popolo deve consegnargli il tesoro della città, ma Alì Babà si rifiuta.
Così va dal tiranno per trattare ma viene arrestato e torturato.
Riesce a fuggire grazie a Loto, la figlia di Hassam; quindi Alì prepara un esercito che nasconde nella "Valle delle Ombre" pronto a ricevere Mustafà.
Il tiranno viene sconfitto e fatto prigioniero e Alì può stare finalmente felice con Loto.